# Ormone INSL5
L'INSL 5 (insulin-ike peptide 5) è un ormone peptidico, secreto principalmente dalle cellule L dell'epitelio colico.
Quest'ormone, identificato per la prima volta nel 1999, è stato classificato come ormone oressizzante, poiché interviene nei circuiti principali di regolazione del senso di appetito e di sazietà, promuovendo il desiderio di assunzione di cibo.
Il suo recettore RXFP4 è espresso in numerosi tessuti, e la sua presenza correla con le altre numerose funzioni che l'ormone svolge (salute riproduttiva, omeostasi glucidica).